# Johann Jakob Schoppmann

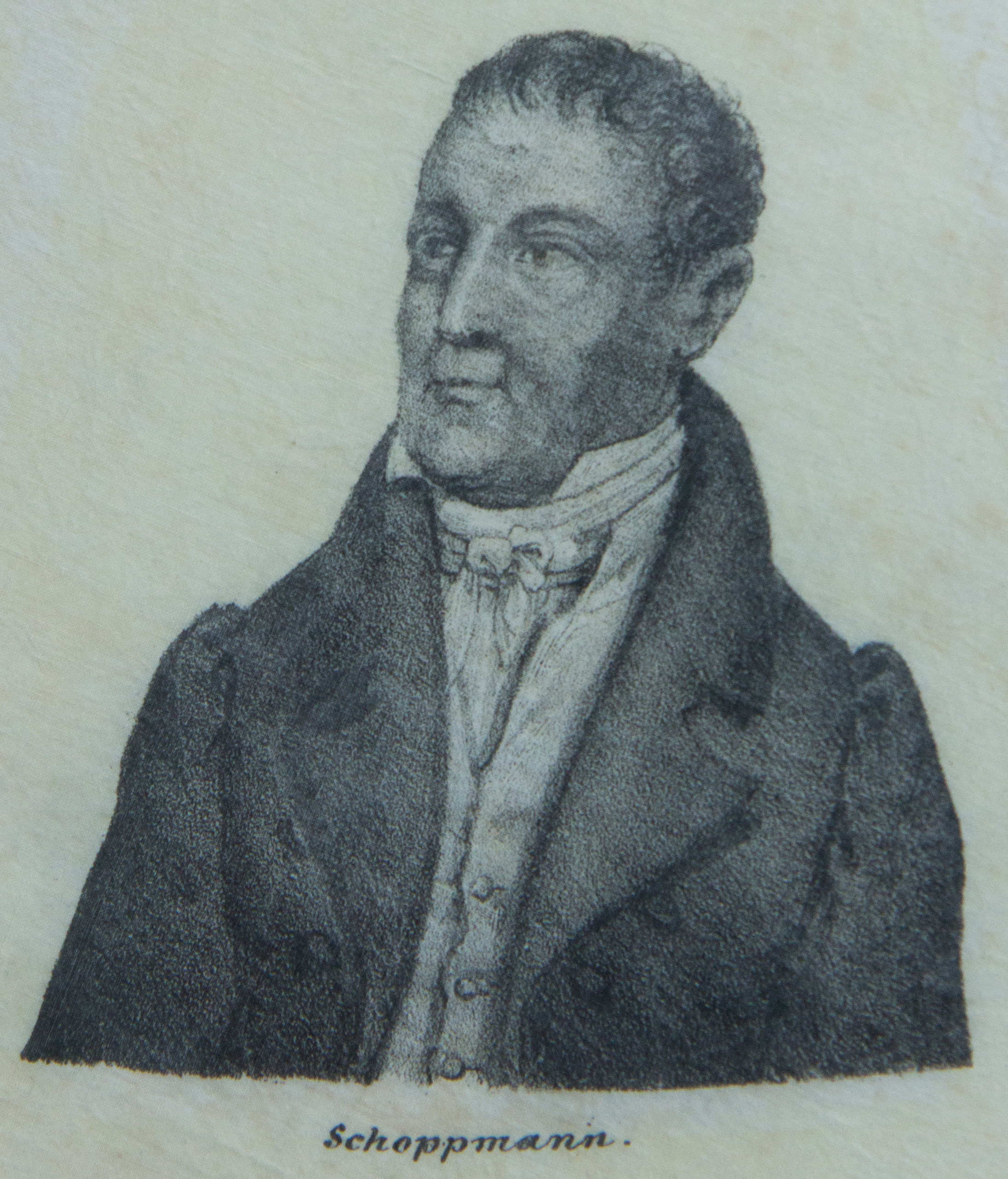
Johann Jakob Schoppmann

Johann Jakob Schoppmann, auch Johann Jakob Schopmann (* 21. November 1767 in Neustadt an der Haardt; † 28. März 1840 ebenda) war ein deutscher Jurist, Politiker und Gutsbesitzer. Er setzte sich für den Erhalt der Presse- und Meinungsfreiheit in Deutschland ein und war Mitorganisator des Hambacher Festes von 1832.

## Leben und Wirken
Johann Jakob Schoppmann wurde am 21. November 1767 in Neustadt an der Haardt als Sohn eines Apothekers geboren. Er studierte Jura in Heidelberg und wurde später als Gutsbesitzer und Inhaber einer Holzhandlung bezeichnet. Schon in jungen Jahren nahm er am politischen Leben der Stadt teil.
Im Frühjahr 1794 kam Schoppmann als Geisel der Franzosen nach Landau und später nach Zabern. Nach der Eroberung der linksrheinischen deutschen Gebiete durch französische Revolutionstruppen war er in der französischen Zeit des „Rheinkreis“ (später unter bayrischem Einfluss „Rheinpfalz“) zwischen 1798 und 1814 in mehrere Ämtern tätig – darunter Friedensrichter, 1798 Präsident des Landgerichts, von 1802 bis 1814 Rat im Département du Mont-Tonnerre und Bürgermeister von Neustadt. Nach dem Wiener Kongress führte er das Bürgermeisteramt von Neustadt weiter. Seit den 1820er Jahren wurde Schoppmann viermal in den bayrischen Landtag gewählt, wo er zusammen mit Anderen wie Friedrich Schüler zur liberalen Opposition gezählt wird. Von 1826 bis 1830 war er Mitglied des „Landraths“ der Pfalz (heute Bezirkstag).
Schopmann war 1832 Mitarbeiter bei der von Johann Georg August Wirth herausgegebenen politischen Zeitschrift Deutschen Tribüne und wurde Mitglied des Deutschen Preß- und Vaterlandsvereins. Im Vorfeld des Hambacher Festes unterzeichnete er das Einladungsschreiben, jedoch musste er die Eröffnungsrede des Festes wegen Krankheit an Philipp Hepp übergeben. Auch war sein Haus Treffpunkt einer Versammlung am 28. Mai 1832 für führende Oppositionelle. Er übernahm die Banner des Hambacher Festes als Senior (Ältester) zur Verwahrung.
1834 wurde er zu einer Haftstrafe verurteilt wegen der Unterzeichnung von Protesten gegen die Repressionen des Deutschen Bundes. Schoppmann starb am 28. März 1840 in seiner Geburtsstadt.